# Rulrul rovellat
El rulrul rovellat (Caloperdix oculeus) és una espècie d'ocell de la família dels fasiànids (Phasianidae) que habita la selva humida de la península de Malaca, Borneo i Sumatra. És l'única espècie del gènere Caloperdix Blyth 1861.